# Čeperka (przystanek kolejowy)
Čeperka – przystanek kolejowy w Čeperce, w kraju pardubickim, w Czechach. Znajduje się na wysokości 230 m n.p.m.
Na przystanku istnieje możliwości zakupu biletu i rezerwacji miejsc.

## Linie kolejowe
- 031 Pardubice - Hradec Králové - Jaroměř